# Boeing Calc
 Boeing Calc  war das erste Tabellenkalkulationsprogramm, das dreidimensionale Kalkulation mit Seiten, Zeilen und Spalten ermöglichte. Es war zunächst von der Computerabteilung des Flugzeugherstellers Boeing (Boeing Computer Services) für firmeninterne Zwecke entwickelt worden. Ende 1986 wurde Boeing Calc 3.0 als PC-Software auf dem Markt angeboten. Es unterstützte Arbeitsblätter mit (theoretisch) bis zu 16.000 Zeilen und ebenso vielen Spalten und Seiten. Durch die Verwendung von Festplattenspeicher als virtuellen Hauptspeicher wurde dessen Kapazität praktisch nur durch die Hardware der Festplatte begrenzt. Die maximale Größe für eine Datei von Boeing Calc lag bei damals immensen 32 Megabyte.
Bei der Oberfläche lehnte sich Boeing Calc an das damals verbreitete Lotus 1-2-3 an, umfasste ebenso 89 Funktionen und konnte 1-2-3- bzw. Symphony-Rechenblätter importieren und exportieren, sowohl im DIF-Format als auch in ASCII. Allerdings war die Nutzung von Boeing Calc durch dessen sehr langsame Verarbeitung eingeschränkt. Daher eignete es sich überwiegend dazu, mit Lotus 1-2-3 erzeugte Dateien ergänzend zu dreidimensionalen Berechnungen zusammenzufassen. Es unterstützte einfache Makros mit Tastaturaufzeichnung, die in separaten Dateien gespeichert wurden, nicht jedoch Lotus-Makros.
Boeing Calc wurde als Singleuser- und als Multiuser-Version mit Zugriffsschutz und Record-Locking (Sperren einzelner Bereiche) für bis zu acht Arbeitsplätze angeboten. Es wurde durch Boeing Graph ergänzt, ein Programm, mit dem die Kalkulationsdaten als zwei- oder dreidimensionale Diagramme in zahlreichen Varianten dargestellt und gedruckt werden konnten. Im Herbst 1987 folgte Boeing Calc 4.0, das u. a. verbesserte Makros bot. 
Version 3.0 setzte PC XT oder AT mit mindestens 384 Kilobyte RAM und PC-DOS ab Version 2.0 voraus und unterstützte mathematische Koprozessoren. Version 4.0 erforderte DOS 2.0 bzw. 3.0 in der Netzversion sowie 512 bzw. 640 kB RAM.
Ab 1988 bekam Boeing Calc erhebliche Konkurrenz durch Programme wie Quattro Pro von Borland. Ein geplanter Verkauf des Produkts scheiterte. Im August 1988 gab Boeing schließlich bekannt, dass man sich aus dem Bereich der PC-Software verabschiede. Während Boeing Calc vom Markt verschwand, lebte Boeing Graph als „Foxgraph“ von Fox Software, dem Anbieter von Foxbase, weiter.